# 110 mètres haies aux championnats du monde d'athlétisme 2022
Pour des articles plus généraux, voir Championnats du monde d'athlétisme 2022 et 110 mètres haies aux championnats du monde d'athlétisme.
Navigation
Doha 2019 Budapest 2023
L'épreuve du 110 mètres haies des championnats du monde de 2022 se déroule les 16 et 17 juillet 2022 au sein du stade Hayward Field à Eugene, aux États-Unis.

## Mimimas de qualification
Le minima de qualification est fixé à 13 s 32, la période de qualification est comprise entre le 27 juin 2021 et le 26 juin 2022.

## Résultats

### Finale
Vent : + 1,2 m/s.
| Rang               | Couloir | Athlète          | Pays        | Temps | Notes |
| ------------------ | ------- | ---------------- | ----------- | ----- | ----- |
| Médaille d'or      | 4       | Grant Holloway   | États-Unis  | 13.03 |       |
| Médaille d'argent  | 6       | Trey Cunningham  | États-Unis  | 13.08 |       |
| Médaille de bronze | 8       | Asier Martínez   | Espagne     | 13.17 | PB    |
| 4                  | 2       | Damian Czykier   | Pologne     | 13.32 |       |
| 5                  | 7       | Joshua Zeller    | Royaume-Uni | 13.33 |       |
| 6                  | 1       | Shane Brathwaite | Barbade     |       | DQ    |
| 7                  | 3       | Devon Allen      | États-Unis  |       | DQ    |
| 8                  | 5       | Hansle Parchment | Jamaïque    |       | DNS   |

Devon Allen est disqualifié de la finale du 110 mètres haies pour un faux départ d'un millième de seconde (son temps de réaction est de 0,099 millièmes de seconde alors que la limite minimale autorisée est de 0,100 millièmes de seconde).

### Demi-finales
Les 2 premiers de chaque série (Q) et les 2 meilleurs temps (q) accèdent à la finale.
| Rang | Série | Athlète                 | Pays        | Temps | Notes |
| ---- | ----- | ----------------------- | ----------- | ----- | ----- |
| 1    | 1     | Grant Holloway          | États-Unis  | 13.01 | Q, SB |
| 2    | 3     | Hansle Parchment        | Jamaïque    | 13.02 | Q     |
| 3    | 2     | Trey Cunningham         | États-Unis  | 13.07 | Q     |
| 4    | 3     | Devon Allen             | États-Unis  | 13.09 | Q     |
| 5    | 3     | Shane Brathwaite        | Barbade     | 13.21 | q     |
| 6    | 3     | Damian Czykier          | Pologne     | 13.22 | q     |
| 7    | 3     | Just Kwaou-Mathey       | France      | 13.25 |       |
| 8    | 2     | Asier Martínez          | Espagne     | 13.26 | Q, SB |
| 9    | 2     | Rasheed Broadbell       | Jamaïque    | 13.27 |       |
| 10   | 1     | Joshua Zeller           | Royaume-Uni | 13.31 | Q     |
| 11   | 3     | Andrew Pozzi            | Royaume-Uni | 13.35 |       |
| 12   | 1     | Amine Bouanani          | Algérie     | 13.37 | NR    |
| 13   | 2     | Pascal Martinot-Lagarde | France      | 13.40 | SB    |
| 14   | 2     | Shunsuke Izumiya        | Japon       | 13.42 |       |
| 15   | 3     | Nicholas Hough          | Australie   | 13.42 |       |
| 16   | 3     | Enrique Llopis          | Espagne     | 13.44 |       |
| 17   | 1     | Rafael Pereira          | Brésil      | 13.46 |       |
| 18   | 1     | Sasha Zhoya             | France      | 13.47 |       |
| 19   | 2     | Milan Trajkovic         | Chypre      | 13.49 |       |
| 20   | 2     | David King              | Royaume-Uni | 13.51 |       |
| 21   | 2     | Eduardo Rodrigues       | Brésil      | 13.62 |       |
| 22   | 1     | Orlando Bennett         | Jamaïque    | 13.67 |       |
| 23   | 1     | Jason Joseph            | Suisse      | 13.67 |       |
| 24   | 1     | Shuhei Ishikawa         | Japon       | 13.68 |       |

### Séries
Les 4 premiers de chaque série (Q) et les 4 meilleurs temps (q) se qualifient pour les demi-finales.
| Rang | Série               | Athlète                 | Pays           | Temps | Notes |
| ---- | ------------------- | ----------------------- | -------------- | ----- | ----- |
| 1    | 2                   | Grant Holloway          | États-Unis     | 13.14 | Q     |
| 2    | 4                   | Hansle Parchment        | Jamaïque       | 13.17 | Q     |
| 3    | 4                   | Rafael Pereira          | Brésil         | 13.23 | Q     |
| 4    | 1                   | Trey Cunningham         | États-Unis     | 13.28 | Q     |
| 5    | 4                   | Just Kwaou-Mathey       | France         | 13.32 | Q     |
| 6    | 1                   | Rasheed Broadbell       | Jamaïque       | 13.36 | Q     |
| 7    | 3                   | Asier Martínez          | Espagne        | 13.37 | Q     |
| 8    | 2                   | Damian Czykier          | Pologne        | 13.37 | Q     |
| 9    | 2                   | Joshua Zeller           | Royaume-Uni    | 13.41 | Q     |
| 10   | 3                   | Amine Bouanani          | Algérie        | 13.44 | Q     |
| 11   | 1                   | Andrew Pozzi            | Royaume-Uni    | 13.45 | Q     |
| 12   | 2                   | Eduardo de Deus         | Brésil         | 13.46 | Q     |
| 13   | 4                   | Shane Brathwaite        | Barbade        | 13.47 | Q     |
| 14   | 5                   | Devon Allen             | États-Unis     | 13.47 | Q     |
| 15   | 3                   | Sasha Zhoya             | France         | 13.48 | Q     |
| 16   | 1                   | Jason Joseph            | Suisse         | 13.49 | Q     |
| 17   | 1                   | Pascal Martinot-Lagarde | France         | 13.49 | q     |
| 18   | 2                   | Nicholas Hough          | Australie      | 13.51 | q     |
| 19   | 5                   | Milan Trajkovic         | Chypre         | 13.52 | Q     |
| 20   | 3                   | Shuhei Ishikawa         | Japon          | 13.53 | Q     |
| 21   | 3                   | Orlando Bennett         | Jamaïque       | 13.55 | q     |
| 22   | 5                   | Shunsuke Izumiya        | Japon          | 13.56 | Q     |
| 23   | 5                   | David King              | Royaume-Uni    | 13.57 | Q     |
| 24   | 4                   | Enrique Llopis          | Espagne        | 13.58 | q     |
| 25   | 2                   | Xie Wenjun              | Chine          | 13.58 |       |
| 26   | 1                   | Mikdat Sevler           | Turquie        | 13.61 |       |
| 27   | 5                   | Antonio Alkana          | Afrique du Sud | 13.64 |       |
| 28   | 1                   | Petr Svoboda            | Tchéquie       | 13.65 |       |
| 29   | 2                   | Louis François Mendy    | Sénégal        | 13.70 |       |
| 30   | 4                   | Rachid Muratake         | Japon          | 13.73 |       |
| 31   | 3                   | Rasheem Brown           | Îles Caïmans   | 13.78 |       |
| 32   | 3                   | Gregor Traber           | Allemagne      | 13.81 |       |
| 33   | 5                   | Wellington Zaza         | Liberia        | 13.81 |       |
| 34   | 2                   | Chen Kuei-ru            | Taipei chinois | 13.82 |       |
| 35   | 4                   | Elmo Lakka              | Finlande       | 13.91 |       |
| 36   | 4                   | Chris Douglas           | Australie      | 13.95 |       |
| 37   | 1                   | Jérémie Lararaudeuse    | Maurice        | 14.19 |       |
| 38   | 5                   | Richard Diawara         | Mali           | 14.35 |       |
|      | 3                   | Daniel Roberts          | États-Unis     | DQ    |       |
| 5    | Gabriel Constantino | Brésil                  |                | DQ    |       |

## Légende
Records et Performances
- AR : Record continental (area record)
- CR : Record des championnats (championship record)
- MR : Record du meeting (meet record)
- NR : Record national (national record)
- OR : Record olympique (olympic record)
- PR : Record paralympique (paralympic record)
- PB : Record personnel (personal best)
- SB : Meilleure performance personnelle de la saison (season's best)
- WL : Meilleure performance mondiale de l'année (world leader)
- WJR : Record du monde junior (world junior record)
- WR : Record du monde (world record)

Circonstances et Conditions
- DNF : N'a pas terminé (did not finish)
- DNS : N'a pas pris le départ (did not start)
- DQ : Disqualification (disqualification)
- NM : Aucun essai valable enregistré (No Mark)
- Q : Qualifié « directement » au prochain tour (ou à la prochaine compétition), lors d'une compétition majeure, grâce au classement ou à la réalisation des minima (automatic qualifier)
- q : Qualifié au prochain tour (ou à la prochaine compétition), lors d'une compétition majeure, grâce au repêchage ou à la réalisation de l'une des meilleures performances parmi celles des « non qualifiés directement » (grâce au meilleur temps ou à la meilleure distance par exemple) (secondary qualifier)